# Parken Zoo
Koordinaten: 59° 22′ 24″ N, 16° 28′ 56″ O
Der Parken Zoo ist ein Zoo in der Stadt Eskilstuna in der schwedischen Provinz Södermanlands län.

## Geschichte
Der spätere Parken Zoo wurde am 3. Juli 1898 als einer der ersten Nationalparks Schwedens eröffnet. Zunächst diente der Park der Unterhaltung der Bevölkerung und es standen Theateraufführungen mit Musik und Tanz im Mittelpunkt. Viele bekannte schwedische Künstler und Schauspieler traten hier auf. Ab 1950 kamen die ersten Tiere in den Park, was als Beginn des Zoos angesehen wird. 1956 wurden bereits etwa 200 Tiere verschiedener Arten gehalten, darunter auch Elefanten. Im Laufe der Jahre entwickelte sich der Zoo zu einem der am meisten besuchten Ausflugsziele des Landes. 2016 wurde der Parken Zoo für den symbolischen Wert von einer Schwedenkrone von der Gemeinde Eskilstuna an das Unternehmen Mimir Capital AB verkauft, während die Landfläche weiterhin im Besitz der Gemeinde verbleibt.

## Tierbestand  und Arterhaltungsprogramme
Einen Schwerpunkt des Zoos stellt die Zucht gefährdeter Tierarten dar. Dazu beteiligt sich der Parken Zoo an den Arterhaltungsprogrammen der European Association of Zoos and Aquaria (EAZA), die unter dem Namen Europäisches Erhaltungszuchtprogramm (EAZA Ex-situ Programme, EEP) firmieren. Im Folgenden ist eine Bild-Auswahl des Tierbestandes im Parken Zoo der Jahre 2010 bis 2020 gezeigt:

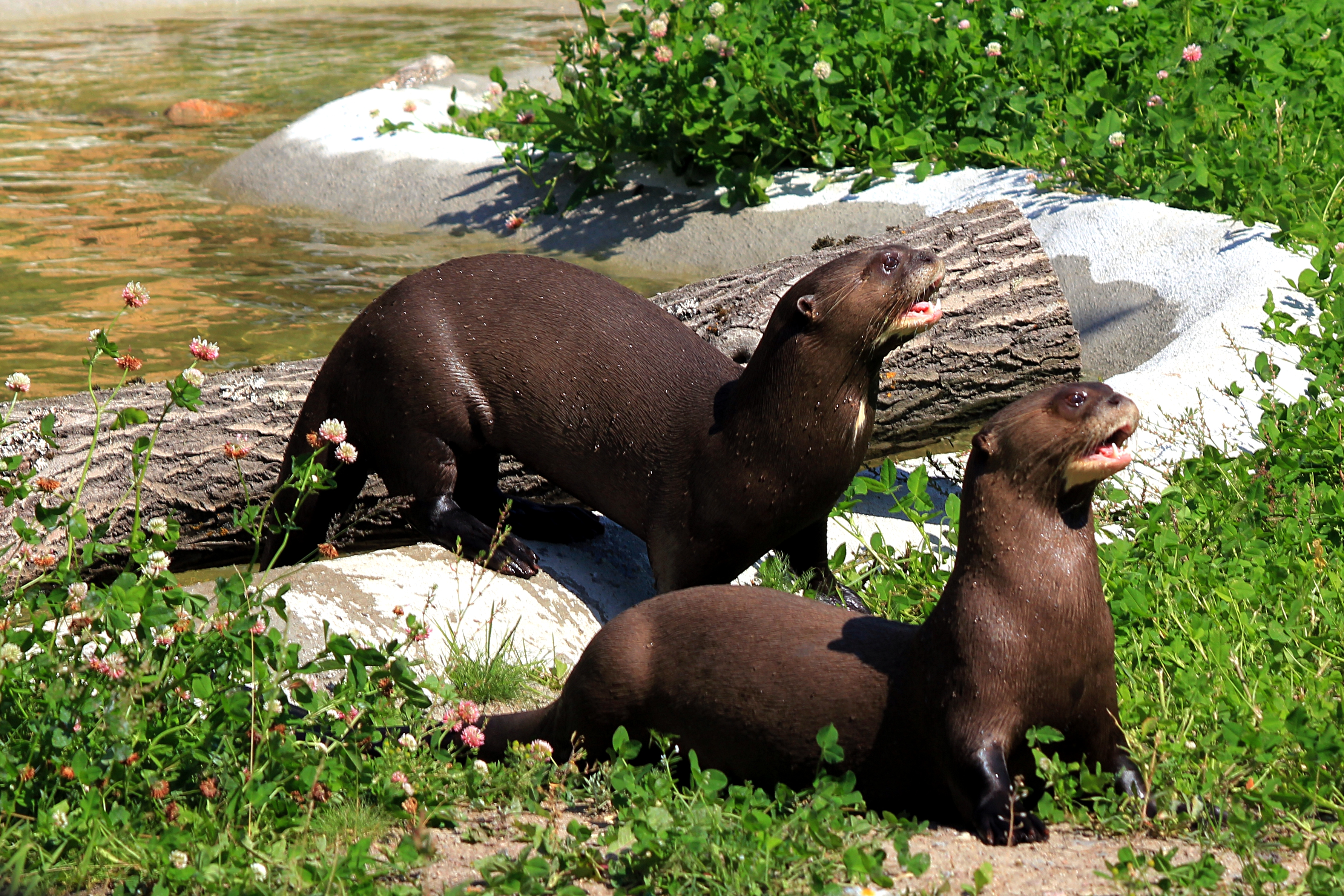
Riesenotter (Pteronura brasiliensis)
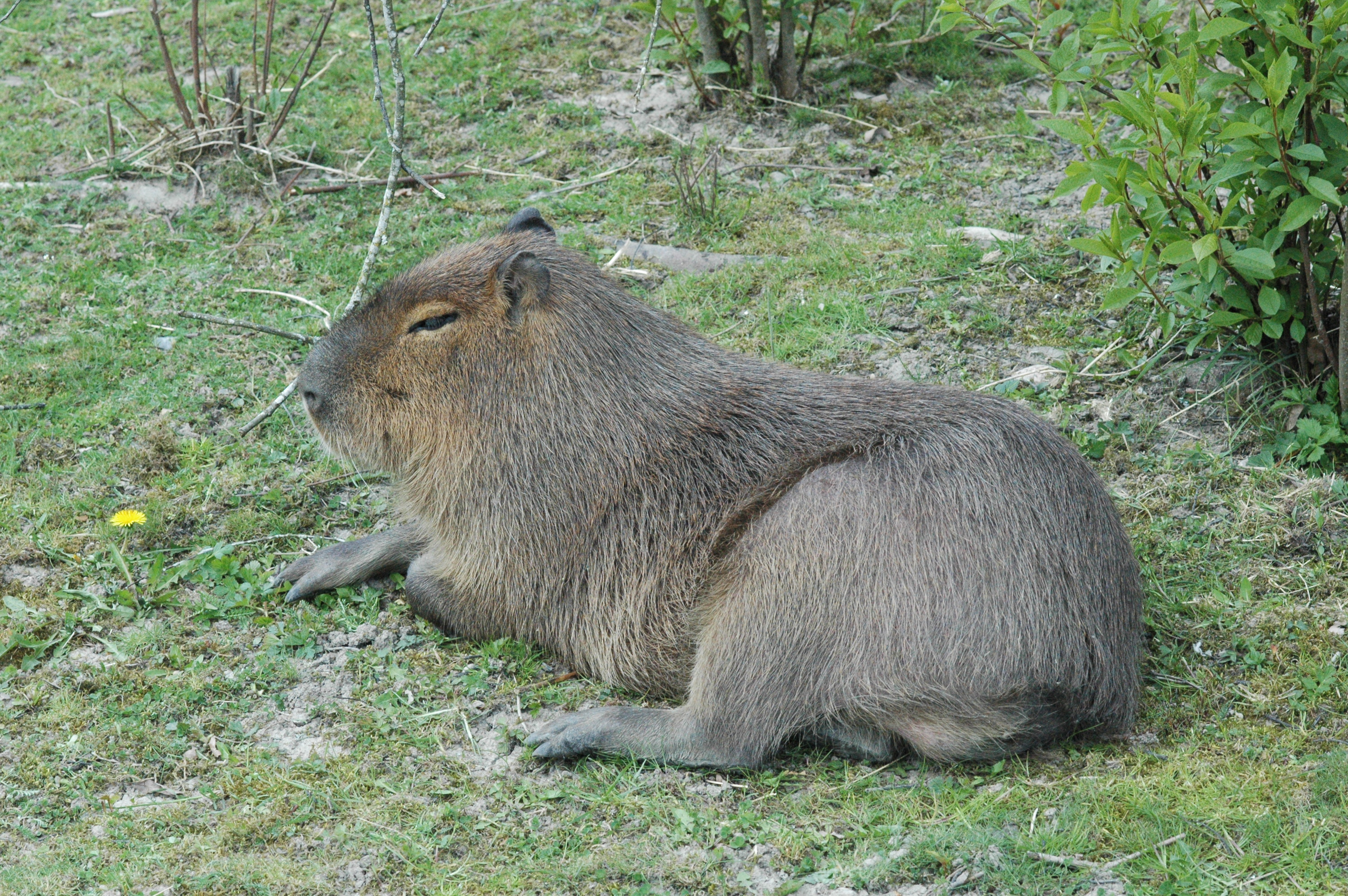
Capybara (Hydrochoerus hydrochaeris)
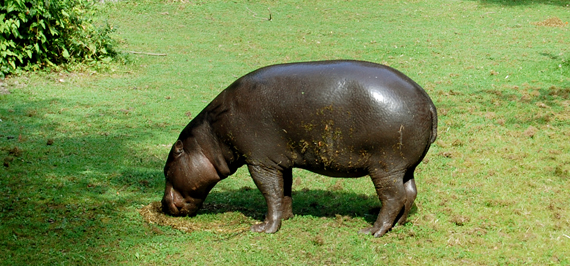
Zwergflusspferd (Choeropsis liberiensis)
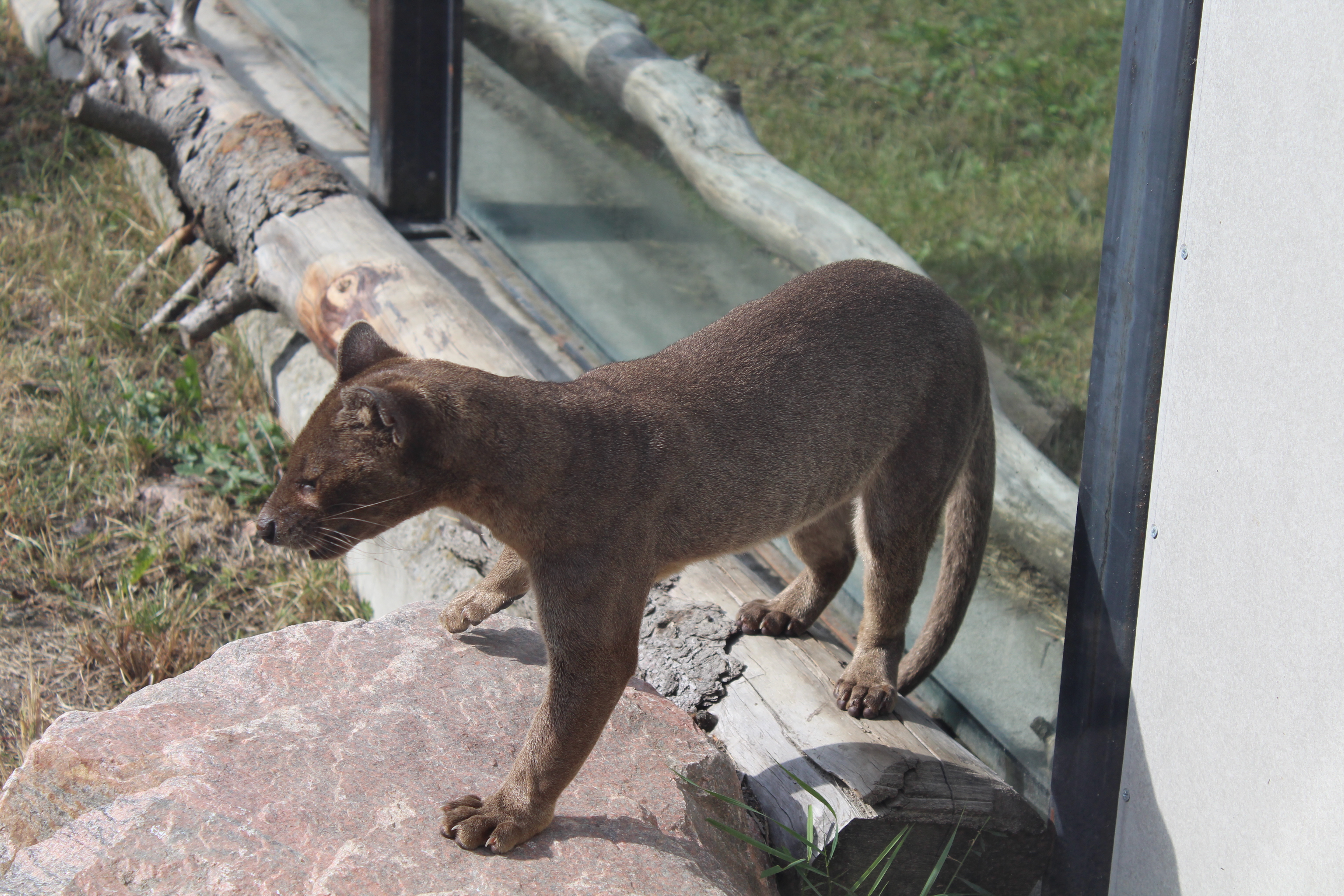
Fossa (Cryptoprocta ferox)
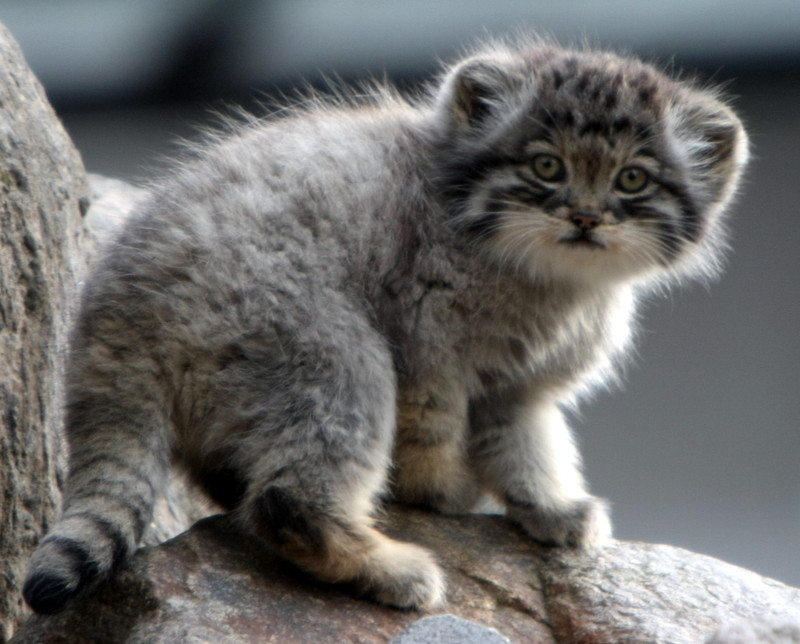
Pallaskatze (Otocolobus manul), Jungtier
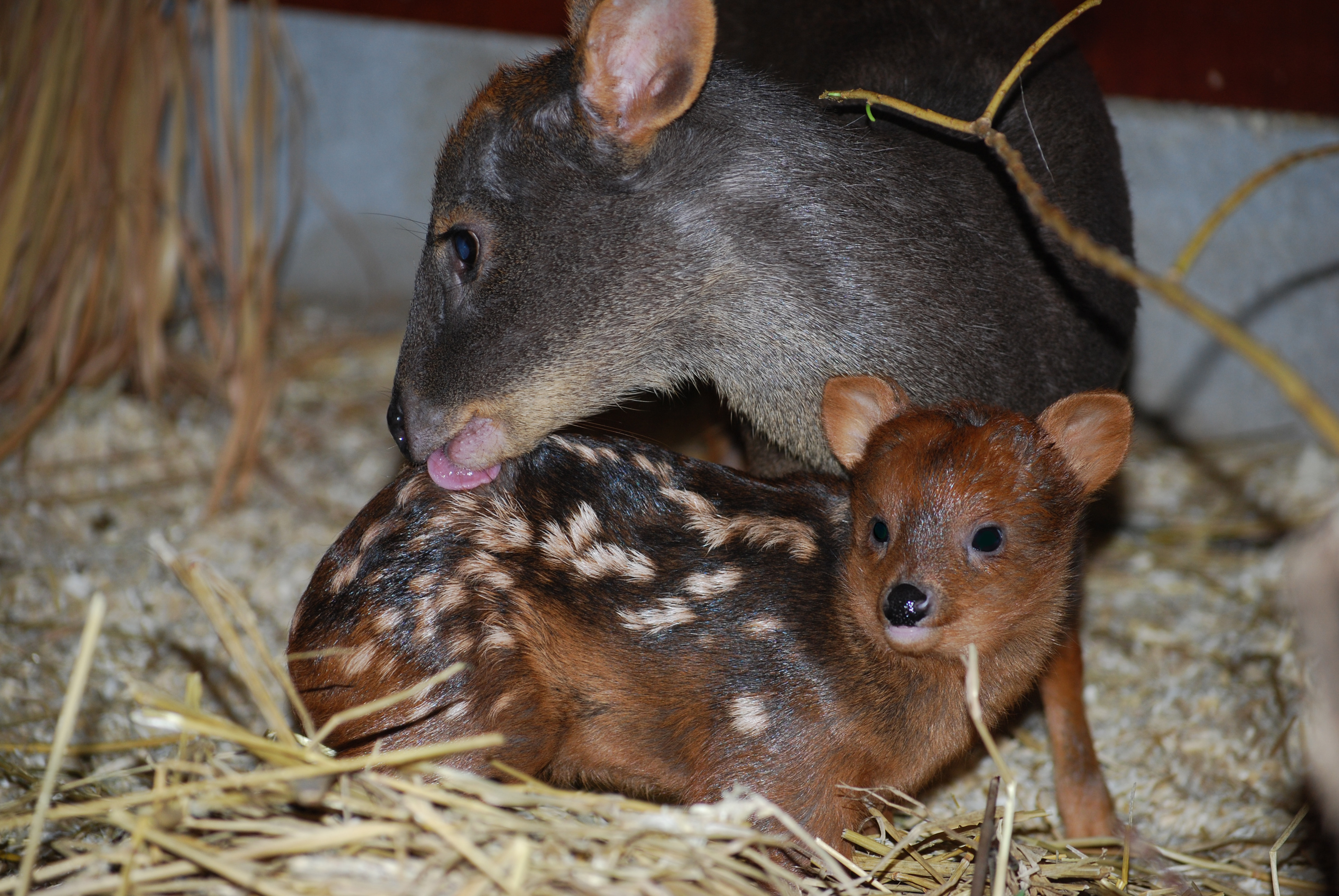
Südpudu (Pudu puda) mit Jungtier
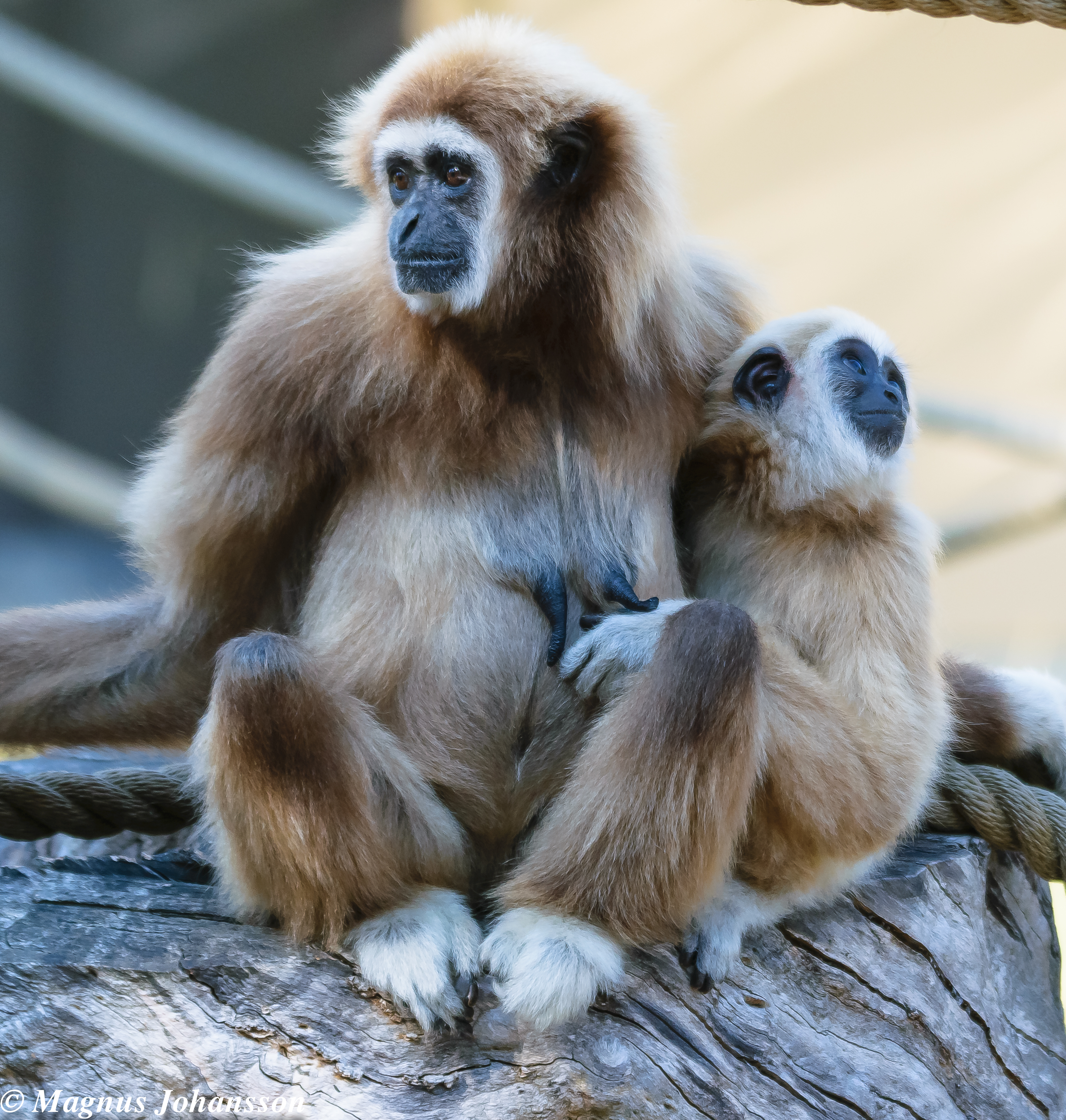
Weißhandgibbon (Hylobates lar) mit Jungtier
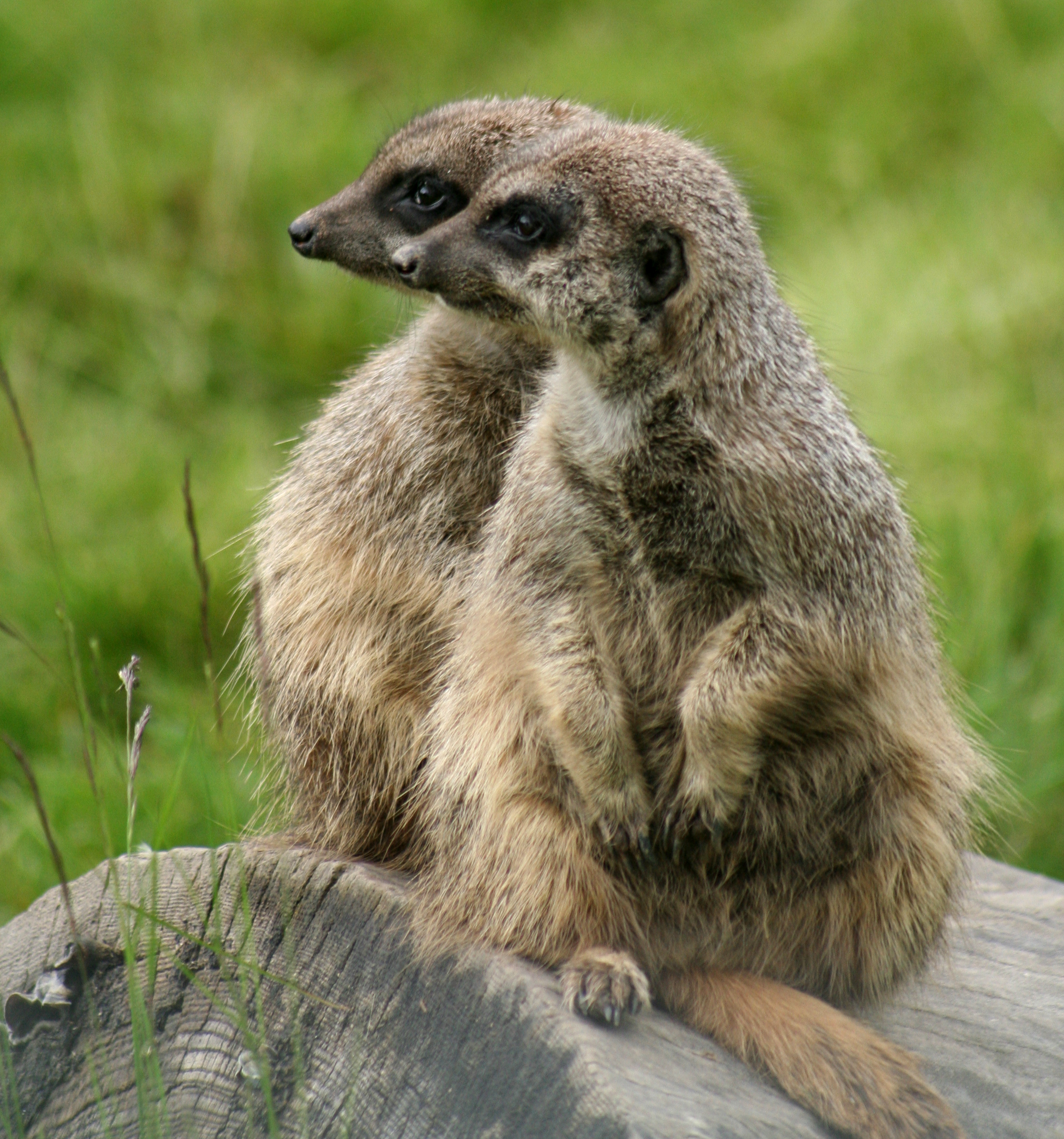
Erdmännchen (Suricata suricatta)

## Kritik
Der Zoo war 2012/2013 erheblicher Kritik ausgesetzt, da man ihm vorwarf, die Tiere nicht artgerecht zu halten sowie gesunde Tiere zu töten, um Platz für neue Arten zu schaffen.

## Vorfall
Im September 2013 entkam ein Nebelparder (Neofelis nebulosa) aus seinem Gehege und tötete drei Zwergböckchen (Tragulidae). Der nur zehn Kilogramm schwere Nebelparder konnte vom Zoopersonal problemlos wieder eingefangen und in sein Gehege zurückgebracht werden.